# Martins Dukurs
Martins Dukurs, né le 31 mars 1984 à Riga, est un skeletoneur letton membre de l'équipe nationale de 2001 à 2022.

## Biographie
Entraîné par son père Dainis Dukurs, un ancien bobeur, il a pris part aux Jeux olympiques de 2006 de Turin où il termine à la septième place. Par la suite il va monter dans la hiérarchie, en gagnant sa première manche de coupe du monde en 2007/2008 à Winterberg. Il obtient la médaille d'argent des JO de Vancouver 2010 derrière Jon Montgomery après avoir eu l'honneur d'être le porte-drapeau de la délégation lettone durant la cérémonie d'ouverture. Il a remporté la coupe du monde 2010 et décroche la même année son premier titre européen. En 2011 et 2012, il réalise un doublé inédit en dominant à la fois la Coupe du monde et les Championnats du monde deux fois de suite.
Son frère Tomass Dukurs également skeletoneur, est même devenu son concurrent principal puisqu'il termine juste derrière Martins lors de la Coupe du monde 2013. Martins à cette même occasion gagne le globe de cristal pour la quatrième année consécutive (une première) en gagnant 8 manches sur 9. En 2014, il est de nouveau médaillé d'argent aux Jeux olympiques derrière le russe Alexander Tretiakov qui courait à domicile. Mais ce dernier est disqualifié pour dopage par le Comité international olympique en novembre 2017. Moyennant quoi, Martins Dukurs est censé récupérer la médaille d'or des Jeux de Sotchi 2014. 
Il est considéré comme l'un des plus grands champions de l'histoire de son sport et aussi de son pays.
Il est diplômé d'économie de l'université de Lettonie, et il vit actuellement à Sigulda, qui possède une piste de luge et de skeleton.
Dukurs annonce la fin de sa carrière en août 2022.

## Palmarès
| Compétitions / Année    | Compétitions / Année    | 2005 | 2006 | 2007 | 2008 | 2009 | 2010 | 2011 | 2012 | 2013 | 2014 | 2015 | 2016 | 2017 | 2018 | 2019 | 2020 | 2021 | 2022 |
| ----------------------- | ----------------------- | ---- | ---- | ---- | ---- | ---- | ---- | ---- | ---- | ---- | ---- | ---- | ---- | ---- | ---- | ---- | ---- | ---- | ---- |
| Jeux olympiques d'hiver | Jeux olympiques d'hiver | -    | 7e   | -    | -    | -    | 2e   | -    | -    | -    | 2e   | -    | -    | -    | 4e   | -    | -    | -    | 7e   |
| Champ. du monde         | Ind.                    | -    | JO.  | 6e   | 5e   | 11e  | JO.  | 1er  | 1er  | 2e   | JO.  | 1er  | 1er  | 1er  | JO.  | 1er  | 4e   | 16e  | JO.  |
| Champ. du monde         | Mixte                   | -    | JO.  | 6e   | -    | -    | JO.  | -    | -    | -    | JO.  | -    | -    | -    | JO.  | -    | -    | -    | JO.  |
| Champ. d'Europe         | Champ. d'Europe         | -    | 8e   | 4e   | 5e   | 11e  | 1er  | 1er  | 1er  | 1er  | 1er  | 1er  | 1er  | 1er  | 1er  | 1er  | 1er  | 2e   | 1er  |
| Coupe du monde          | Coupe du monde          | 19e  | 20e  | 12e  | 5e   | 6e   | 1er  | 1er  | 1er  | 1er  | 1er  | 1er  | 1er  | 1er  | 4e   | 3e   | 1er  | 1er  | 1er  |

### Coupe du monde
- 11 globes de cristal en individuel : en 2010, 2011, 2012, 2013, 2014, 2015, 2016, 2017, 2020, 2021 et 2022.
- 90 podiums individuels : 61 victoires, 21 deuxièmes places et 8 troisièmes places.

#### Détails des victoires en Coupe du monde
| Édition   | Piste                                                                      | Total |
| 2007-2008 | Winterberg                                                                 | 1     |
| 2009-2010 | Winterberg Königssee Park City Igls                                        | 4     |
| 2010-2011 | Winterberg Calgary Saint-Moritz Igls Cesana                                | 5     |
| 2011-2012 | Altenberg Winterberg Calgary La Plagne Saint-Moritz Igls Whistler          | 7     |
| 2012-2013 | Altenberg Winterberg Königssee La Plagne Park City Igls Lake Placid Sotchi | 8     |
| 2013-2014 | Calgary Winterberg Saint-Moritz x 2 Igls Königssee                         | 6     |
| 2014-2015 | Lake Placid Calgary Altenberg Saint-Moritz La Plagne Igls                  | 6     |
| 2015-2016 | Altenberg Winterberg Königssee x 2 La Plagne Park City Whistler            | 7     |
| 2016-2017 | Winterberg Saint-Moritz Igls Pyeongchang                                   | 4     |
| 2017-2018 | La Plagne Igls                                                             | 2     |
| 2018-2019 | Igls                                                                       | 1     |
| 2019-2020 | Igls Saint-Moritz Sigulda                                                  | 3     |
| 2020-2021 | Sigulda x 2 Igls x 2                                                       | 4     |
| 2021-2022 | Igls Winterberg Saint-Moritz                                               | 3     |

## Distinctions et récompenses
- Sportif letton de l'année : 2010 et 2011
- Chevalier de l'ordre des Trois Étoiles (2010)[1]